# François Garnier (peintre, 1600-1658)
Pour les articles homonymes, voir François Garnier (homonymie) et Garnier.
François Garnier, né vers 1600 et mort à Paris avant 1658 , est un peintre français de natures mortes.

## Biographie
Né vers 1600, François Garnier épouse, le 17 août 1620,  Marie Gilbert, veuve du peintre et marchand de tableaux Nicolas Moillon (père de Louise Moillon et Isaac Moillon). Calviniste comme sa femme, il habite l'ile de la cité et possède le titre de bourgeois de Paris. 
Peintre et marchand de tableaux, il achète une loge rue Mercière, à la foire Saint-Germain, en 1627.
Sa femme meurt en 1630 et il se remarie en 1634 avec Denise Du Pont, la veuve de l'orfèvre Jacques Le Sage.
Son fils François fut peintre lui aussi. En 1658, François Garnier le fils, se marie avec Marie Varin. Dans l'acte de mariage, François Garnier le père est cité comme défunt. 

## Œuvres
- Paris, musée du Louvre, Fruits sur une table : groseilles à maquereau et cerises, huile sur bois, signée et datée 1644.  Ce tableau, donné par Charles Sterling en 1952,  a été volé en 1976 puis retrouvé en 2006[3].
- Paris, musée du Louvre, Bol de fraises et corbeille de cerises et fraises attribué à François Garnier[4]. Huile sur toile, 0,51 par 0,65, attribué au musée du Louvre par l'Office des Biens privés en 1950. n° inventaire MNR.36[5].
- Saint-Cloud, musée du Grand Siècle (préfiguration 2021-2026 à Sceaux), Nature morte aux fruits, Huile sur toile - 45 x 66 cm[6].
- Nature morte au plat de cerises sous des feuilles de châtaigniers posé sur une boîte de copeaux près de deux pêches, huile sur toile, 315 par 42,5 cm, adjugée 170 185 € lors de la vente aux enchères, Piasa, Paris, 27 mars 2008[7].

Michel Faré, a publié et reproduit, outre celui du Louvre, neuf autres œuvres de François Garnier dont quatre provenant de la Galerie Pardo.